# 장딩원
장딩원(중국어 정체자: 蔣鼎文, 병음: Jiâng Dîngwén, 1893년 ~ 1974년 1월 2일)은 중화민국의 일급장군이다. 제1차 전국대표대회 절강성 대표로 당선되었다.